# (1343) Nicole
(1343) Nicole ist ein Asteroid des Hauptgürtels, der am 29. März 1935 vom französischen Astronomen Louis Boyer in Algier entdeckt wurde.
Der Name des Asteroiden ist nach einer Nichte des Entdeckers gewählt worden.